# Феоктист (Попов)
Архиепископ Феоктист (в миру Феодор Аполлонович Попов; 6 (18) февраля 1826, Верхний Салтов, Волчанский уезд, Харьковская губерния — 3 (15) декабря 1894) — епископ Русской православной церкви, архиепископ Рязанский и Зарайский.

## Биография
Сын священника слободы Верхний Салтов, Волчанского уезда Харьковской губернии
Обучался сначала в Харьковской семинарии, а затем в Киевской духовной академии, которую окончил в 1851 году.
5 августа 1851 года пострижен в монашество, 14 августа посвящён в иеродиаконы и 26 сентября — в иеромонахи.
27 сентября того же года был определён в Воронежскую семинарию помощником ректора по преподаванию богословия.
7 сентября 1852 года утвержден в степени магистра богословия.
14 июля 1853 года перемещён преподавателем в Киевскую духовную семинарию.
21 января 1855 года причислен к соборным иеромонахам Киево-Печерской лавры.
17 декабря 1856 года назначен инспектором Киевской духовной семинарии. В 1858 году временно исполнял должность ректора и управлял Киево-Пустынно-Николаевским монастырем.
5 декабря 1859 года определён ректором Тамбовской духовной семинарии и 20 декабря — архимандритом Козловского монастыря.
12 февраля 1860 года назначен членом тамбовской духовной консистории, 15 того же февраля — цензором проповедей и 23 — благочинным монастырей Тамбовской епархии.
6 октября его нарекли ректором Киевской семинарии и настоятелем Киево-Пустынно-Николаевского монастыря, 18 ноября — членом киевской духовной консистории, 13 февраля 1861 года — членом киевской академической конференции и академического духовно-цензурного комитета и 15 февраля — членом окружного академического правления. С 15 апреля по 20 октября 1863 года Феоктист состоял членом киевского епархиального комитета по улучшению быта духовенства, с 11 сентября 1865 года по 25 сентября 1868 года — членом педагогического совета при Киевской консистории по управлению церковно-приходскими школами епархии и с 15 апреля по 6 июля 1866 года — председателем академического комитета по составлению программы для преподавания педагогики в семинариях.
19 сентября 1868 года архимандрит Феоктист был вызван на чреду служения в Петербург, где одновременно был и членом петербургской консистории.
С 8 февраля по 22 апреля 1869 года он присутствовал в образованном при св. Синоде комитете по преобразованию духовной академии.
19 мая 1869 года назначен епископом Старорусским, викарием Новгородской епархии. Хиротонисан 25 мая.
8 июня был определён управляющим Хутынским монастырем; 15 июня — первенствующим членом Новгородского губернского училищного совета и председателем новгородского губернского присутствия по обеспечению быта духовенства новгородской епархии; 27 ноября — вице-президентом новгородского тюремного комитета.
7 декабря 1874 года переведён на Симбирскую кафедру. 1 февраля 1875 года назначен председателем симбирского губернского присутствия по обеспечению быта духовенства, 10 того же февраля — вице-президентом симбирского тюремного комитета, 3 апреля — управляющим сызранским Вознесенским монастырём и 7 декабря — председателем открытого его же стараниями симбирского епархиального комитета православного миссионерского общества.
Учредил благочиннические советы и при них окружные библиотеки для духовенства, ввёл в практику общеепархиальные и окружные съезды духовенства, поднял вопросы об устройстве эмеритурной кассы и свечного епархиального завода, открыл в симбирской семинарии на местные средства, с целью улучшения постановки миссионерского дела, кафедру для изучения раскола, учредил в центре раскольнического населения противораскольническое Николаевское братство, а в центре мусульманских и чувашских поселений — особую школу миссионерского типа, преобразовал Симбирское епархиальное женское училище из одноклассного в трёхклассное с правами женских гимназий и одинаковой с ними программой.
22 сентября 1882 года он был назначен епископом Рязанским и Зарайским.
24 марта 1885 года — произведён в архиепископы.
В рязанской епархии особенные усилия его были направлены на развитие противораскольнической миссии и внебогослужебных бесед.
В Симбирской и Рязанской епархиях, вследствие частых объездов церквей, он непосредственно знаком был с состоянием приходов и знал всё своё духовенство в лицо.
Быв сам в начале своей службы довольно продолжительное время (с 15 ноября 1860 г. по 25 сентября 1868 г.) редактором журнала «Руководство для сельских пастырей», он очень интересовался местной духовной печатью и заботился о её развитии. Им основаны «Симбирские Епархиальные Ведомости» (в 1876 г.), «Сборник слов и поучений, выходящий при рязанском братстве св. Василия» (с 1889 г.) и «Миссионерский Сборник», выходящий при том же братстве (с 1891 г.), и расширена программа издания «Рязанских Епархиальных Ведомостей» (в 1889 г.). Преосв. Ф. не совсем был чужд и научной деятельности: им напечатано самостоятельное исследование — «Император Юстиниан І и его заслуги в отношении к церкви Христовой» (Киев, 1856 г.); под конец жизни он интересовался археологией, оказывая деятельную поддержку разным археологическим учреждениям и начинаниям, за что был избран почетным членом СПб. Археологического института (18 января 1888 г.) и археологического общества при Киевской духовной академии (16 января 1888 г.).